# Målilla
Målilla ist ein Ort (tätort) in der schwedischen Provinz Kalmar län und der historischen Provinz Småland. Der Ort liegt in der Gemeinde Hultsfred.

## Geschichte
Erstmals erwähnt wurde der Ort unter dem Namen Malhella 1329, welcher „Treffplatz am Steinberg“ bedeutet.
Seit 2015 ist ein etwas separat im nordwestlichen Teil von Målilla gelegener Bereich um das frühere Sanatorium als eigenständiger Småort ausgewiesen. Das 1915 eröffnete, als Slottet i skogen („Schloss im Wald“) bekannte Sanatorium zur Behandlung von Tuberkulose war bis 1973 in Betrieb. Später dienten die umfangreichen Anlagen als Hotel (unter dem Namen Moliljan), das seit 2013 vom von der schwedischen Einwanderungsbehörde (Migrationsverket) zur Unterbringung von Asylsuchenden angemietet ist.

## Verkehr
Der Ort besaß früher einen Bahnhof, an dem die Bahnstrecke Sävsjö–Målilla von der Bahnstrecke Nässjö–Oskarshamn abzweigte. Nach der Auflassung des Personenhalts besteht nur noch eine Güterverladung.
Zudem tangiert die ehemals von Västervik nach Växjö führende schmalspurige Bahnstrecke den Ort im Norden (mit dem Haltepunkt Målilla sanatorium). 

## Sehenswürdigkeiten
Målilla verfügt über eine Bandymannschaft, die Målilla GoIF Bandy, eine Motorenfreilichtausstellung und einen Fußballverein. Ein großes Ereignis stellen auch die Speedwayrennen dar, wo Målilla ein eigenes Team unterhält, die Dackarna. Am 14. Juni 2014 fand im Rahmen der Speedway-Einzelweltmeisterschaft der Speedway-WM Grand Prix von Schweden in Målilla statt.
Die schmalspurige Bahnstrecke kann von Hultsfred aus auf 12 km bis Målilla sanatorium mit Draisinen befahren werden.
Ebenso erwähnenswert ist das große Thermometer des Ortes, da in Målilla die höchste Temperatur des Landes mit 38 °C und die niedrigste mit minus 33,8 °C in Südschweden gemessen wurde.